# Coronach
Coronach es un pueblo canadiense situado en la provincia de Saskatchewan.

## Superficie
Coronach tiene una superficie de 2,34 km².

## Demografía
En 2021, tenía 612 habitantes, una densidad poblacional de 261,7 hab./km², y 351 viviendas.